# Visionary: The Video Singles
Visionary: The Video Singles je box set sa serijom najvećih singlova američkog glazbenika Michaela Jacksona, kojeg 2006. godine objavljuje diskografska kuća Sony Records.

## O albumu
Jackson je na projektu radio kao izvršni producent, te je davao konačno odobravanje za glazbu, obradu videa, pakiranje i dizajn. U Velikoj Britaniji, Sony BMG je tijekom pet mjeseci, svaki tjedan objavljivao singlove, ukupno 20. Jackson je postao prvi korisnik "DualDisc" (jedan audio disk, drugi video) tehnologije singlova.
Prvi CD singl objavljen kao dio box seta Visionary je Jacksonov hit iz 1983. godine "Thriller". Svaki singl objavljen je u CD formatu s jedne strane i DVD formatu s druge. Ovim su načinom bili prikladni kao glazbeni singl i da bi se našli na ljestvicama prodaje albuma.
Svaki singl sadrži 7-inčnu obradu i bonus snimku na CD strani, dok DVD strana sadrži popratni video spot singla, zajedno s dvije skladbe u PCM stereo zvuku.
Listić koji se nalazi u sklopu albuma, sadrži tekst skladbe "You're So Beautiful". Prema Jacksonovim riječima tekst je pisao tijekom 2005. godine u vrijeme kada mu se sudilo za seksualno zlostavljanje, a napisao ju je kao zahvalu svojim obožavateljima koji su ga podržavali tijekom suđenja.

## Popis pjesama
| 1. | »remiks verzija« | 4:09 |
| 2. | »Album verzija«  | 5:58 |

| 1. | »7" obrada«  | 3:59 |
| 2. | »12" obrada« | 5:52 |

| 1. | »7" obrada« | 3:23 |
| 2. | »Remiks«    | 5:33 |

| 1. | »Album verzija« | 4:54 |
| 2. | »12" obrada«    | 6:23 |

| 1. | »Album verzija« | 4:18 |
| 2. | »Miks«          | 6:11 |

| 1. | »7" Miks«                          | 4:07 |
| 2. | »"False Fade" Extended Dance miks« | 8:23 |

| 1. | »7" obrada«           | 4:26 |
| 2. | »Extended Dance miks« | 7:53 |

| 1. | »Album verzija« | 4:41 |
| 2. | »Instrumental«  | 4:41 |

| 1. | »7" obrada«           | 4:11 |
| 2. | »Extended Dance miks« | 7:37 |

| 1. | »Album verzija«                           | 4:39 |
| 2. | »Another Part of Me (Extended Dance Mix)« | 6:17 |

| 1. | »Singl verzija«                           | 3:21 |
| 2. | »Clivilles & Cole House Guitar Radio Mix« | 3:49 |

| 1. | »7" Remiks«          | 3:55 |
| 2. | »New Jack Jazz miks« | 5:05 |

| 1. | »7" obrada«      | 4:47 |
| 2. | »Silky 12" miks« | 6:26 |

| 1. | »7" obrada«         | 4:32 |
| 2. | »Will You Be There« | 5:21 |

| 1. | »Radio obrada«      | 4:34 |
| 2. | »Classic Club miks« | 7:36 |

| 1. | »Radio obrada«                     | 5:02 |
| 2. | »Hani's Extended Radio Experience« | 4:32 |

| 1. | »LP obrada«                               | 4:09 |
| 2. | »Love to Infinity's Walk In The Park Mix« | 7:18 |

| 1. | »Radio obrada«             | 5:22 |
| 2. | »Tee's In-House Club miks« | 6:22 |

| 1. | »Album verzija«          | 4:14 |
| 2. | »Fire Island Vocal miks« | 8:55 |

### EP (Remiks)
Visionary Remixes - EP objavljen JE 21. veljače 2006. godine, te je u Velikoj Britanij dostupan samo u iTunes trgovinama.
| 1. | »Stranger in Moscow (Hani's Num Club miks)« | 10:18 |
| 2. | »In the Closet (The Mission miks)«          | 9:24  |
| 3. | »Smooth Criminal ("Annie" miks)«            | 5:36  |
| 4. | »This Time Around (D.M. Club miks)«         | 10:21 |

## Singl detalji
Napomena: originalna pozicija na top ljestvicama je u zagradi "()"
| Datum             | Naziv                                                | UK                       | Australija | Španjolska |
| 20. veljače 2006. | "Thriller" (plus ograničeno izdanje collector's box) | Ineligible to Chart(#10) | #55 (#4)   | #1 (#1)    |
| 20. veljače 2006. | "Don't Stop 'til You Get Enough"                     | #17 (#3)                 | #66 (#1)   | #2         |
| 27. veljače 2006. | "Rock with You"                                      | #15 (#7)                 | #55 (#4)   | #1         |
| 6. ožujka 2006.   | "Billie Jean"                                        | #11 (#1)                 | #58 (#1)   | #1 (#1)    |
| 13. ožujka 2006.  | "Beat It"                                            | #15 (#3)                 | #66 (#2)   | #1         |
| 20. ožujka 2006.  | "Bad"                                                | #16 (#3)                 | #91 (#4)   | #1 (#1)    |
| 27. ožujka 2006.  | "The Way You Make Me Feel"                           | #17 (#3)                 | #79 (#5)   | #1 (#2)    |
| 3. travnja 2006.  | "Dirty Diana"                                        | #17 (#4)                 | #60 (#26)  | #1 (#22)   |
| 10. travnja 2006. | "Smooth Criminal"                                    | #19 (#8)                 | #88 (#29)  | #1 (#1)    |
| 17. travnja 2006. | "Leave Me Alone"                                     | #15 (#2)                 | #68 (#37)  | #1 (#5)    |
| 24. travnja 2006. | "Black or White"                                     | #18 (#1)                 | #56 (#1)   | #2 (#1)    |
| 1. svibnja 2006.  | "Remember the Time"                                  | #22 (#3)                 | #72 (#6)   | #2 (#3)    |
| 8. svibnja 2006.  | "In the Closet"                                      | #20 (#8)                 | #68 (#5)   | #2 (#9)    |
| 15. svibnja 2006. | "Jam"                                                | #22 (#13)                | #60 (#11)  | #1         |
| 22. svibnja 2006. | "Heal the World"                                     | #27 (#2)                 | #63 (#20)  | #1         |
| 29. svibnja 2006. | "You Are Not Alone"                                  | #30 (#1)                 | #65 (#7)   | #1         |
| 5. lipnja 2006.   | "Earth Song"                                         | #34 (#1)                 | #67 (#15)  | #1 (#1)    |
| 12. lipnja 2006.  | "They Don't Care About Us"                           | #26 (#4)                 | #75 (#16)  | #2 (#11)   |
| 19. lipnja 2006.  | "Stranger in Moscow"                                 | #22 (#4)                 | #65 (#14)  | #1 (#1)    |
| 26. lipnja 2006.  | "Blood on the Dance Floor"                           | #19 (#1)                 | (#5)       | #1 (#1)    |

## Vanjske poveznice
- Allmusic - Recenzija albuma
- Sonyeve Visionary službene stranice  Arhivirana inačica izvorne stranice od 16. veljače 2009. (Wayback Machine)
- Michael Jackson News International